# Harley Cross
Harley Cross (Nueva York, 31 de marzo de 1978) es un emprendedor, productor y actor de cine y televisión estadounidense.  Cofundador, CEO, y director artístico de Hint Mint Inc. Harley es también el cofundador de Interconnected, una agencia creativa basada en Los Ángeles, que empezó en 2011 con su amigo y socio empresarial Nirvan Mullick. A través de Interconnected, Harley y Nirvan produjeron el vídeo viral  Caine's Arcade y el siguiente Caine's Arcade 2. Después de que el éxito viral de Caine's Arcade, Harley y Nirvan cofundaron la Imagination Foundation, una organización sin ánimo de lucro cuya misión es que los niños sean creativos y emprendedores.
Como actor Harley ha aparecido en una docena de películas así como varios shows de televisión en los 80 y en los 90 incluyendo películas de culto como The Believers; "Someone To Watch Over Me"; The Fly II; Cohen and Tate y serie de televisión Sister Kate and Dudley. Sus papeles más recientes fueron en la película del 2000, "Shriek If You Know What I Did Last Friday the Thirteenth". y la película del 2004, Kinsey
Harley era también el líder de "The Harley Cross Band" a principios de la década del 2000 y recientemente empezó un nuevo proyecto de música con Lauren Turk llamado The New Story.

## Vida personal
Cross nació en New York pero pasó la mayor parte de su infancia en París, Francia, Haití y Los Ángeles, California. Es el hermano mayor de la actriz Flora Cross y del actor Eli Marienthal.

## Películas y televisión
- Mrs.Soffel (1984, by Gillian Armstrong) - Clarence Soffel, debut cinematográfico
- Alex: The live from a child (1986 película para TV) - Chris - años 6 a 8
- Where are the Children? (1986) - Michael Eldridge
- Los creyentes (The Believers) (1987, por John Schlesinger) - Chris Jamison
- Someone to Watch Over Me (1987, por Ridley Scott) - Tommy Keegan
- A Hobo's Christmas (1987 película para TV) - Bobby Grovner
- Once Again (1987 película para TV)
- Cohen and Tate (1989) - Travis Knight
- The Fly II (1989) - Martin (10 años)
- Sister Kate (1989 serie de TV) - Eugene Colodner
- Stanley & Iris (1990, por Martin Ritt) - Richard King
- The Boy Who Cried Bitch (1991) - Dan Love
- Law & Order (serie de TV) - episodio "Trust" (1992) - Jamie Maser
- Dudley (1993 serie de TV) - Fred Bristol
- To Dance with the White Dog (1993 película para TV) - Bobby
- Crazy for a Kiss (1995 película para TV) - Ray Striker
- Touched by an Angel (serie de TV) - episodio "The Quality of Mercy" (1996) - Marshall Redding
- Perdita Durango (1997) - Duane
- La hija de un soldado nunca llora (1998, por James Ivory) - Keith Carter
- Interstate 84 (2000) - Freddie
- Shriek If You Know What I Did Last Friday the Thirteenth (2000) - Dawson Deary
- Robbie's Brother (2001) - Robbie
- Kinsey (2004) - Chico joven en bar gay